# Bàdminton als Jocs Olímpics d'estiu de 1996
Als Jocs Olímpics d'Estiu de 1996 celebrats a la ciutat d'Atlanta (Estats Units d'Amèrica) es disputaren cinc proves de bàdminton, dues en categoria masculina i dues en categoria femenina, tant en individual com en dobles, així com una de nova en categoria mixta.
Les proves es disputaren entre el 24 de juliol i l'1 d'agost a la Georgia State University. Hi participaren un total de 192 jugadors, entre ells 96 homes i 96 dones, de 37 comitès nacionals diferents.

## Resum de medalles

### Categoria masculina
| Prova              | Or                                    | Argent                                | Bronze                                     |
| Individual Detalls | Poul-Erik Høyer                       | Dong Jiong                            | Rashid Sidek                               |
| Dobles Detalls     | IndonèsiaRexy Mainaky · Ricky Subagja | MalàisiaCheah Soon Kit · Yap Kim Hock | IndonèsiaAntonius Ariantho · Denny Kantono |

### Categoria femenina
| Prova              | Or                             | Argent                                   | Bronze                                   |
| Individual Detalls | Bang Soo-hyun                  | Mia Audina                               | Susi Susanti                             |
| Dobles Detalls     | R.P. de la XinaGe Fei · Gu Jun | Corea del SudGil Young-ah · Jang Hye-ock | R.P. de la XinaQin Yiyuan · Tang Yongshu |

### Categoria mixta
| Prova          | Or                                        | Argent                                    | Bronze                               |
| Dobles Detalls | Corea del SudKim Dong-moon · Gil Young-ah | Corea del SudPark Joo-bong · Ra Kyung-min | R.P. de la XinaLiu Jianjun · Sun Man |

## Medaller
| Posició | País            | Or | Argent | Bronze | Total |
| 1       | Corea del Sud   | 2  | 2      | 0      | 4     |
| 2       | Indonèsia       | 1  | 1      | 2      | 4     |
| 2       | R.P. de la Xina | 1  | 1      | 2      | 4     |
| 4       | Dinamarca       | 1  | 0      | 0      | 1     |
| 5       | Malàisia        | 0  | 1      | 1      | 2     |